# Nevio Scala
Nevio Scala (Lozzo Atestino, 1947. november 22. –) olasz labdarúgó, középpályás, edző.

## Pályafutása

### Játékosként
Scala az olasz AC Milan csapatában kezdett el futballozni; tagja volt az 1967-1968-as szezonban olasz bajnoki címet szerző és KEK-győztes csapatnak, valamint az 1969-ben BEK-győztes csapatnak. Az AC Milan csapatán kívül számos másik olasz élvonalbeli (AS Roma, Vicenza, Internazionale) futballozott, valamint alacsonyabb osztályú csapatokban is labdarúgó-pályafutása vége felé (Foggia, Monza, Adriese). Az Adriese csapatában fejezte be labdarúgó karrierjét 1981-ben.

### Edzőként
Első vezetőedzői megbízását 1988-ban kapta az akkor olasz harmadosztályú Reggina csapatánál, majd egy évvel később már az olasz másodosztályú Parma csapatát irányította; a pármai csapatot 1990-ben feljuttatta a Serie A-ba, majd rövid idő múlva számos nagyobb sikert ért el a klubbal. 1992-ben olasz kupagyőzelemig vezette a csapatot, amivel a csapat kvalifikálta magát az 1992–1993-as kupagyőztesek Európa-kupájára; a pármaiak eljutottak a döntőig, ahol 3 - 1 arányban győzedelmeskedtek a belga Royal Antwerp csapata ellen, valamint az UEFA-szuperkupát is elhódította a csapat hosszabbításban az AC Milan csapatával szemben. A következő szezonban ismét KEK-döntőig jutott a csapat, azonban a duplázás nem sikerült, a döntőt az Arsenal csapata nyerte. Az 1994–1995-ös szezonban a csapat az UEFA-kupában indult és azt meg is nyerték, a döntőben a Juventus csapatát múlták felül. Scala az 1996–1997-es szezonban elvállalta a kiesés elől menekülő Perugia csapatának irányítását, azonban a csapatot nem sikerült megmenteni a Serie B-be való kiesés elől. Scala 1997 és 1998 között a Bajnokok Ligája címvédő Borussia Dortmund edzőjeként dolgozott, a német csapattal megnyerte az Interkontinentális kupát. 2000 és 2001 között előbb a török Beşiktaş, majd 2002-ben az ukrán Sahtar Doneck vezetőedzője volt; az ukrán csapattal bajnokságot és ukrán kupát nyert. Scala 2004-ben egy rövid ideig az orosz élvonalbeli Szpartak Moszkva vezetőedzője volt.

## Sikerei, díjai

### Játékosként
- AC Milan
  - Olasz bajnok: 1967–68
  - Bajnokcsapatok Európa-kupája: 1968–69
  - Kupagyőztesek Európa-kupája: 1967–68

### Edzőként
- Parma
  - Olasz kupagyőztes: 1991–92
  - Kupagyőztesek Európa-kupája: 1992–93
  - UEFA-szuperkupa: 1993
  - UEFA-kupa: 1994–95
- Borussia Dortmund
  - Interkontinentális kupa: 1997
- Sahtar Doneck
  - Ukrán bajnok: 2001–02
  - Ukrán kupagyőztes: 2001–02